# Marzio Longhin
Marzio Longhin (Pordenone, 13 giugno 1958) è un allenatore di pallacanestro e formatore nazionale italiano.

## Carriera
Ha allenato nella pallacanestro maschile in serie B per 6 anni: 4 ai Bears Mestre, 2 a Bassano e 2 al Basket Mestre nel femminile in Serie A1 la Polisportiva Ahena Cesena ed in Serie A2 la Velo Trapani, Juvenilia Reggio Emilia, Fantuzzi Pordenone, in B Femminile  Ginnastica Triestina, PN Team90 PN                                        È formatore nazionale Comitato Allenatori e responsabile della formazione in Friuli Venezia Giulia. Presidente USAP Regione FVG  

## Palmarès
- Titolo Nazionale Juniores Femminile     : 2
  - OECE  Cavezzo: 1988
  - CONAD Cesena: 1993
- Titolo Nazionale Cadette  Femminile: 1
  - CONAD Cesena:  1993

- Titolo Nazionale Trofeo delle Regioni Decio Scuri Femminile: 1
  - EMILIA ROMAGNA

 Coppa Ronchetti: 1Ahena Cesena: 1994

## Campionati Vinti
- Promozione in serie D Maschile   1983
- Promozione in serie C Maschile   1984
- Promozione in serie B Femminile 2000
- Promozione in serie B Maschile   2003

## Formazione
- Formatore corsi Nazionali per Allenatori dal 1993...
- Commissione regionale CNA
- Responsabile della formazione in FVG
- Docente progetto UE Next Generation   Studente Esperto FVG
- Tutor progetto FREEYOURSELF Fip